# Ludwig Löber
Ludwig Löber (* 30. Januar 1811 in Neuhof (bei Fulda); † 4. Februar 1865 ebenda) war ein deutscher  Landwirt und Mitglied der Kurhessischen Ständeversammlung.

## Leben
Ludwig Löber betrieb in seinem Heimatort eine Landwirtschaft und erhielt im Jahre 1849 ein Mandat für die Kurhessische Ständeversammlung. Diese wurde nach den Unruhen im Jahre 1830 zum Zweck der Beratung und Verabschiedung einer Verfassung gebildet und hatte bis 1866 Bestand, als das Land Hessen durch Preußen annektiert wurde. Löber übte sein Mandat, das er für Marburg-Land erhalten hatte, bis 1850 aus. 